# Kostas Fortounis
Konstantinos ("Kostas") Fortounis (Grieks: Κωνσταντίνος „Κώστας“ Φορτούνης) (Trikala, 16 oktober 1992) is een Grieks voetballer die bij voorkeur als aanvallende middenvelder speelt. Fortounis debuteerde in 2012 in het Grieks voetbalelftal.

## Interlandcarrière
Fortounis maakte op 29 februari 2012 zijn debuut voor Griekenland in een oefeninterland tegen België (1-1), net als doelman Orestis Karnezis. Hij maakte deel uit van de selectie voor het Europees kampioenschap voetbal 2012, waar hij een van de vier wedstrijden in de basis stond en eenmaal inviel.